# Абя-Палуоя
Абя-Палуоя (на естонски: Abja-Paluoja) е град в община Мулги, област Вилянди, южна Естония. Абя-Палуоя получава статут на град и става отделна градска община през 1993 г.

## История
Първите документирани сведения за имението и селото Абя датират от 1457 г. (Abbalis et Meitzekull).
От 1897 до 1973 г. железопътната линия минава през Абя-Палуоя и в града има железопътна гара.
Гимназията Абя (средно училище) е открита през 1940 г.
Абя-Палуоя е център на района Абя от 1950 до 1962 г. Абя-Палуоя получава градски права и става отделна градска община през 1993 г. През 1998 г. е обединен в околна селска община (eнория Абя) и е неин административен център до 2017 г.

## Известни личности
- Карл Аугуст Хиндри (1875–1947), писател, журналист и карикатурист
- Айно Йоги (1922–2013), лингвист и преводач
- Каймо Кууск (роден през 1975 г.), дипломат и офицер от външното разузнаване[3]
- Мати Лаур (роден през 1955 г.), историк
- Тармо Пихлап (1952–1999), певец и китарист
- Рихо Вастрик (роден през 1965 г.), режисьор, продуцент, сценарист, журналист и историк[4]

## Галерия
- Централния парк на Абя-Палуоя
- Музей Абя в историческата сграда на банката и пощата
- Бивша жп гара (сега сградата се използва от петдесятна конгрегация)
- Пожарно депо
- Автогара